# Johannes Stolz
Johannes Stolz (* 24. August 1984) ist ein ehemaliger deutscher Basketballspieler.

## Werdegang
Stolz, der 1990 mit dem Basketball begann, spielte in der Jugend von TVG Trier. Mit der TVG-Herrenmannschaft trat er in der Oberliga Rheinland-Pfalz/Saar an, er erhielt ein Zweitspielrecht für Einsätze mit dem Bundesligisten TBB Trier. Der 1,99 Meter große Flügelspieler bestritt für TBB einen Einsatz in der Basketball-Bundesliga (im Februar 2005 gegen Würzburg). Stolz ergriff den Beruf des Steuerberaters.